# Marschacht

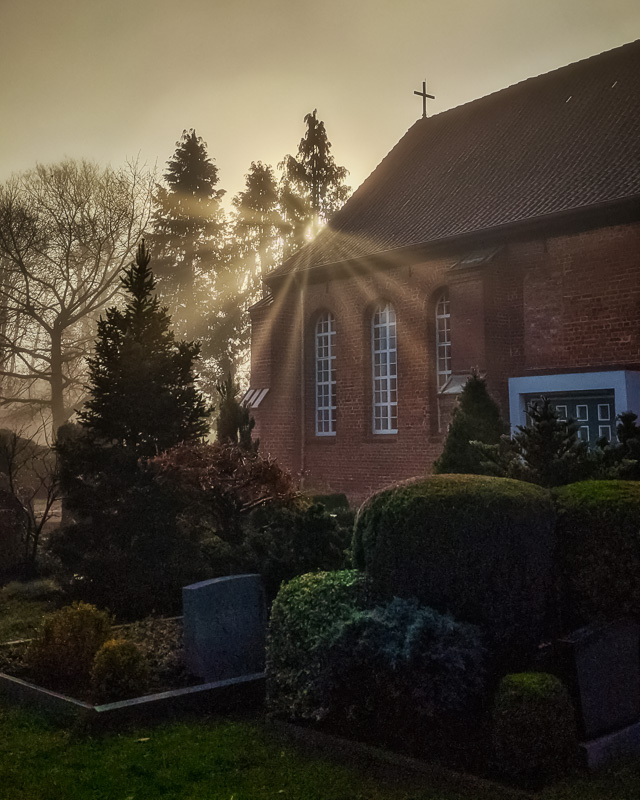
Kirche in Marschacht (2020)

Die Gemeinde Marschacht liegt im Zentrum der niedersächsischen Samtgemeinde Elbmarsch im Landkreis Harburg etwa 30 km südöstlich von Hamburg und etwa 10 km nordöstlich von Winsen (Luhe) an der Elbe.

## Geschichte
Das ursprüngliche Kirchdorf wird urkundlich erstmals im Jahr 1216 als „Hachede“ erwähnt. In dieser Urkunde von 1216 gewährte der Graf Albrecht von Orlamünde, Statthalter des dänischen Königs Waldemar II., den Bürgern von Hamburg an einigen Zollstätten Befreiung vom Zoll, darunter auch in Hachede. Im Ratzeburger Zehntregister von 1230 lautet der Name des Kirchspielortes „Hagede“, wobei diese Schreibweise offenbar die ältere Lautform des Ortsnamens widerspiegelt. Zugrunde liegt eine Bildung aus der altsächsischen Flurbezeichnung *hag-: „Umzäunung, Gehege, Hecke, Weideplatz“ und dem weitverbreiteten Ortsnamensuffix -ithi, -ithja (*hag-ithi > *hag-ede). Aufgrund der Namensbildung kann auf eine erste Besiedlung spätestens im 9. Jahrhundert geschlossen werden. Eine Änderung des Flusslaufes zerschnitt den Ort in zwei Teile, wodurch das nördlich der Elbe gelegene ältere Hacht an der Geest (Geesthacht) und ein südlich der Elbe gelegenes jüngeres Hacht an der Marsch (Marschacht) entstanden. Es wird angenommen, dass die Zerschneidung des alten Dorfes durch den Elbstrom bereits im 12. Jahrhundert geschehen sein könnte. Die endgültige Trennung dieser beiden Orte soll sich spätestens in der Mitte des 13. Jahrhunderts vollzogen haben, als die gemeinsame Kirche in der Elbe (zwischen 1230 und 1258) versank.
Die heute im Ortsteil Obermarschacht gelegene Kirche wurde in den Jahren 1613–1615 erbaut und im Jahr 1821 erneuert.
Wahrscheinlich besaß Marschacht bereits 1258 eine eigene Kirche, denn der Vertrag über die Kultivierung des Sumpfgebietes aus dem Jahr 1258 beschreibt die Ausdehnung des Sumpfes von Bleckede bis zum Kirchspiel Hachede („palus a Blekethe vsque ad ecclesiam Hachede“), womit das Hacht in der Marsch gemeint sein dürfte. Ein eigenes Kirchspiel Hachede südlich der Elbe ist 1308 belegt. Die Bezeichnung Marschacht erscheint erst im Jahr 1428.
Die Orte Niedermarschacht und Obermarschacht waren durch die Grenze zum Herzogtum Sachsen-Lauenburg und den nachfolgenden Gebietskörperschaften bis 1972 getrennt.

## Einwohnerentwicklung
|  |

| Jahr | Einwohner | Quelle |
| ---- | --------- | ------ |
| 1823 | 1396 1    | [ 9 ]  |
| 1871 | 1429 1    | [ 9 ]  |
| 1925 | 1607 1    | [ 9 ]  |
| 1950 | 2404 1    | [ 10 ] |
| 1956 | 2020 1    | [ 10 ] |
| 1973 | 1979      | [ 11 ] |

| Jahr | Einwohner | Quelle |
| ---- | --------- | ------ |
| 1975 | 2258 2    | [ 12 ] |
| 1985 | 2626 2    | [ 12 ] |
| 1990 | 2607 2    | [ 12 ] |
| 1995 | 2883 2    | [ 12 ] |
| 2000 | 3428 2    | [ 12 ] |
| 2005 | 3582 2    | [ 12 ] |

| Jahr | Einwohner | Quelle |
| ---- | --------- | ------ |
| 2015 | 3859 2    | [ 12 ] |
| 2019 | 3940 2    | [ 12 ] |
|      |           |        |
|      |           |        |
|      |           |        |
|      |           |        |

## Eingemeindungen
Am 1. Juli 1972 wurde die Gemeinde Marschacht durch den Zusammenschluss der Gemeinden Eichholz, Niedermarschacht, Obermarschacht (bis dahin im Landkreis Lüneburg), Oldershausen und Rönne neu gebildet.

## Politik

### Gemeinderat
Der Rat der Gemeinde Marschacht setzt sich aus 15 Ratsfrauen und Ratsherren zusammen. Die Ratsmitglieder werden durch eine Kommunalwahl für jeweils fünf Jahre gewählt.
Bei der Kommunalwahl 2021 ergab sich folgende Sitzverteilung:
| Wahljahr | SPD | CDU | Grüne | FWG | Gesamt   |
| 2021     | 6   | 5   | 3     | 1   | 15 Sitze |

Stand: Kommunalwahl am 12. September 2021

### Wappen und Flagge
Das Wappen der Gemeinde Marschacht zeigt einen waagerecht geschlängelten, blauen Fluss (llau), grüne Wiesen an beiden Ufern und gelbes Ackerland zu beiden Seiten. Das Dienstsiegel zeigt entsprechend das Wappen der Gemeinde, gepaart mit der Umschrift "Gemeinde
Marschacht", Kreis Harburg.
Die Flagge der Gemeinde zeigt die Farben Gelb und Grün, getrennt durch einen Fluss, darin enthalten ist das Wappen.

## Wirtschaft und Infrastruktur

### Wirtschaft
Die Bruno Bock Chemische Fabrik GmbH & Co. KG ist weltweit führender Hersteller von Thioglykolsäure, 3-Mercaptopropionsäure und 2-Mercaptopropionsäure, die u. a. in der kosmetischen Industrie eingesetzt werden.

### Straßenverkehr
Durch Marschacht führen die B 404 (Lüneburg–Geesthacht–A 25–Kiel) und die Landesstraße 217 (Artlenburg–Tespe–Marschacht–Winsen). Weitere Kreisstraßen verbinden Marschacht mit dem Umland.

### Schienenverkehr
Bis zum Bahnhof in Winsen (Luhe) führt heute die SinON-Bahnstrecke Winsen–Niedermarschacht, an der der Ort bis zur Aufgabe des Personenverkehrs im Jahr 1966 einen Bahnhof hatte und die somit für eine Anbindung an das Schienennetz sorgte. Heute wird die auch durch Eichholz und Oldershausen führende Strecke ausschließlich für den Güterverkehr genutzt. Ausnahmen sind lediglich historische Zugfahrten mit dem „Heide-Express“.

### Busverkehr
Verschiedene Buslinien der VHH und der KVG verbinden Marschacht mit dem Umland, der Kreisstadt Winsen und der Stadt Hamburg innerhalb des Hamburger Verkehrsverbundes (HVV).
- Linien der VHH, orientiert nach Schleswig-Holstein (Geesthacht) und Hamburg:

05390 Niedermarschacht – Rönne – Geesthacht, Markt – Geesthacht ZOB (nur werktags, stündlich, kein Spätverkehr)
44000 Bütlingen – / Avendorf – Tespe – Obermarschacht – Niedermarschacht – Rönne – Hamburg-Bergedorf Bf.
44020 Niedermarschacht – Obermarschacht – Tespe – Avendorf (nur morgens und mittags an Schultagen)
- Linien der KVG, orientiert nach Winsen:

44040 Niedermarschacht – Eichholz – Oldershausen – Hunden / Mover – Tönnhausen (– Winsen, Schulzentrum) – Winsen Bf. (– Roydorf) (nur morgens und  mittags/nachmittags an Schultagen)
44050 Niedermarschacht – Rönne – Schwinde – Stove – Elbstorf – Drennhausen – Drage (– Winsen ZOB – Winsen Bf.) (sonn- und feiertags kein Spätverkehr)